# Gare de Jarosław
 (avril 2023).
Si vous disposez d'ouvrages ou d'articles de référence ou si vous connaissez des sites web de qualité traitant du thème abordé ici, merci de compléter l'article en donnant les références utiles à sa vérifiabilité et en les liant à la section « Notes et références ».
La gare de Jarosław (en polonais : Jarosław (stacja kolejowa)) est une gare ferroviaire polonaise, située sur le territoire de la ville de Jarosław.

## Histoire
Elle a été ouverte en 1860.

## Service des voyageurs

### Accueil

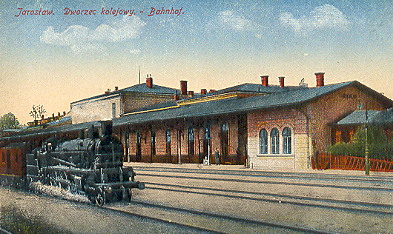
En 1914 sur la ligne Chemin de fer de Galicie,
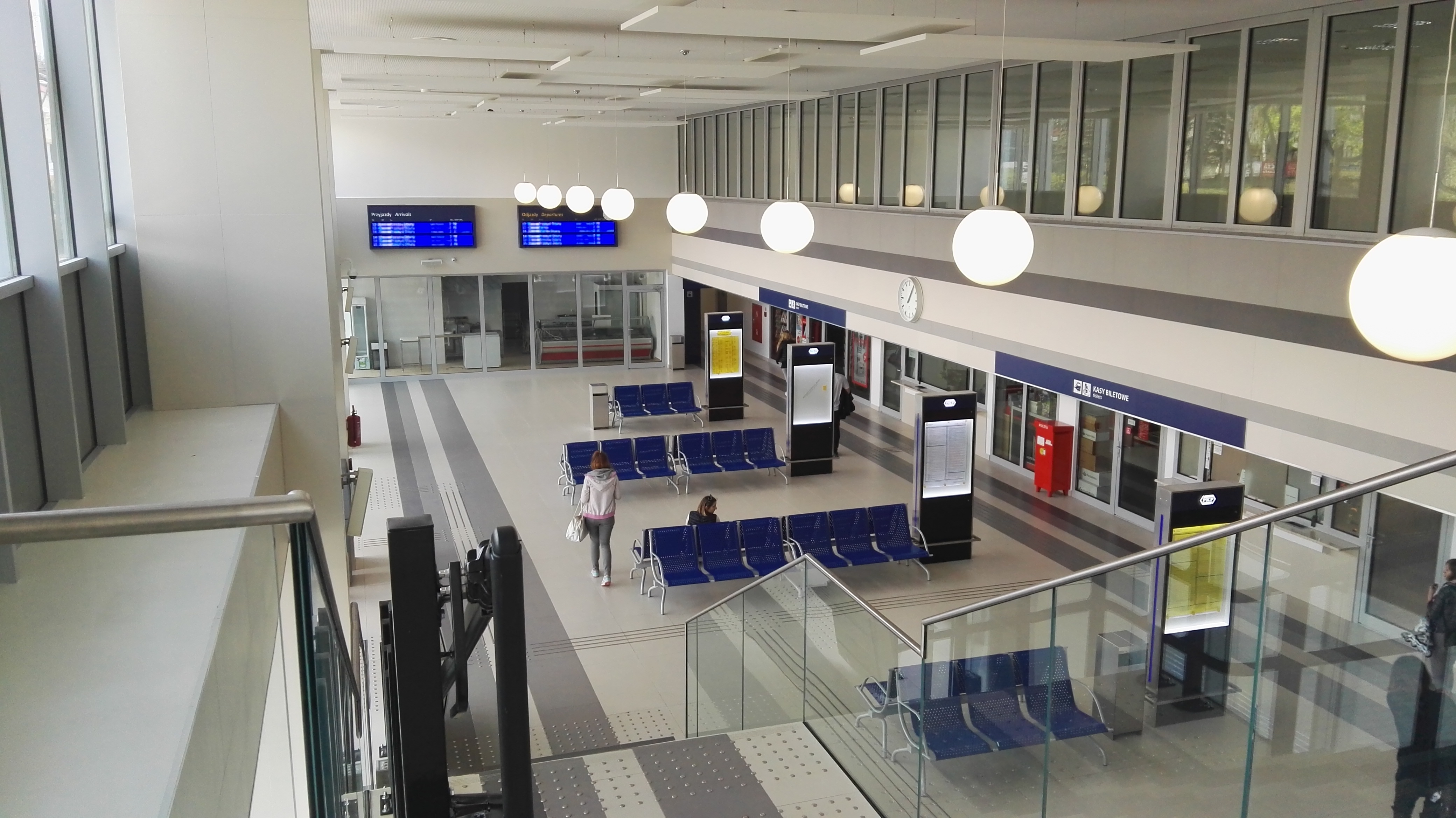
hall des voyageurs,
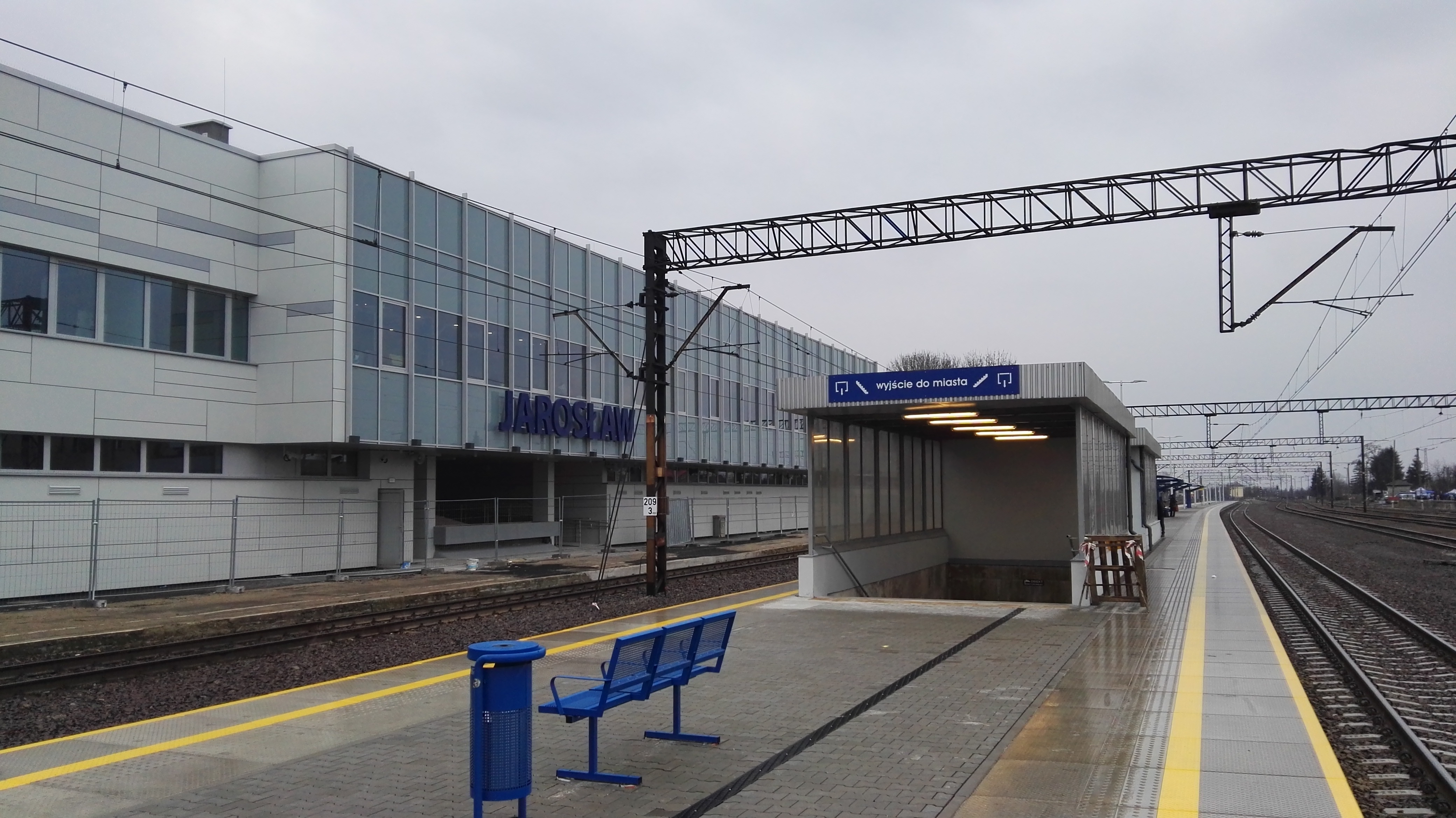
les voies.